# Eva L’Arronge

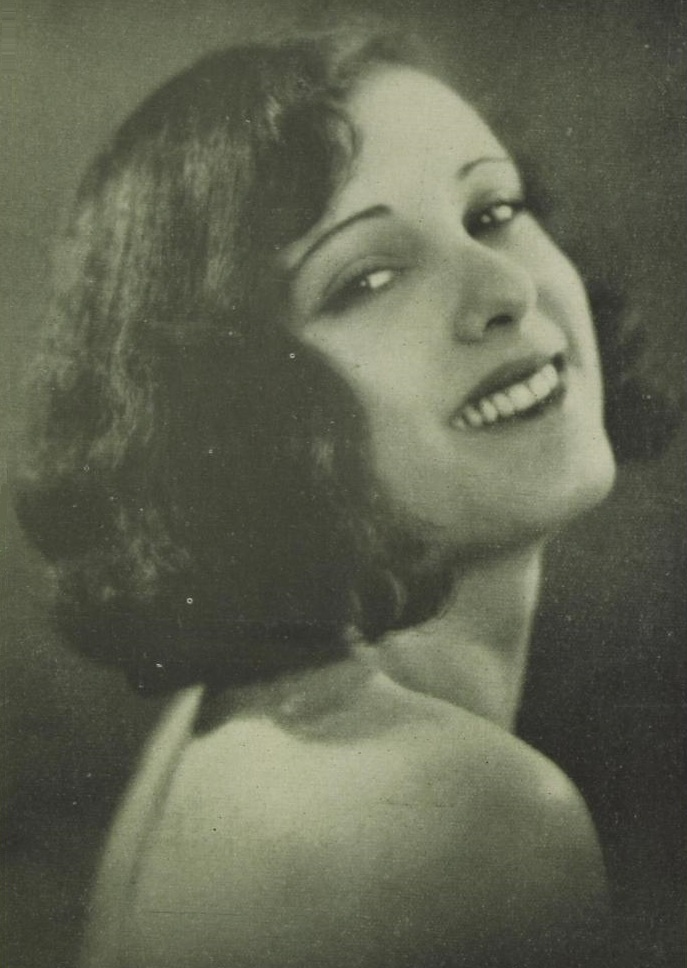
Eva L’Arronge auf einer Fotografie von Gregor Harlip

Eva Maximiliane Leopoldine L’Arronge (* 12. April 1907 in Regensburg; † 17. August 1996 in Berlin) war eine deutsche Schauspielerin, Tänzerin und Hörspielsprecherin.

## Leben
Eva L’Arronge stammte aus einer Künstlerfamilie. Ihr Großvater war der Schauspieler und Theaterdirektor Theodor L’Arronge (1812–1878), ihr Vater der Schauspieler Richard L’Arronge (1869–1942), von 1919 bis 1920 Leiter des Theaters Regensburg. Auch ihre Mutter Adeline Lorjé sowie die Tante Betty L’Arronge (1845–1936) arbeiteten als Schauspielerinnen. Eva L’Arronges Onkel war der bekannte Bühnenautor und Theaterkritiker Adolph L’Arronge.
Eva L’Arronge stand als Sängerin und Schauspielerin auf den Bühnen Berlins. Da sie in der Zeit des Nationalsozialismus den geforderten Ariernachweis nicht erbringen konnte, erhielt die Künstlerin zunächst eine gesonderte Arbeitserlaubnis. Später wurde ihr diese Genehmigung jedoch wieder entzogen. Auch die in den 1930er Jahren begonnene Filmkarriere konnte nicht fortgeführt werden. Bis dahin hatte L’Arronge in Komödien wie Die Koffer des Herrn O.F. mit Peter Lorre und in Carl Froelichs Historienfilm Luise, Königin von Preußen mit Henny Porten und Gustaf Gründgens mitgewirkt. Nach Ende des Zweiten Weltkrieges blieb sie in diesem Medium ein seltener Gast. Einen letzten Filmauftritt absolvierte sie 1949 in Richard Eichbergs Die Reise nach Marrakesch.
Dagegen war L’Arronge seit den 1950er Jahren umfangreich als Hörspielsprecherin tätig, beispielsweise in der Arthur-Conan-Doyle-Adaption Silberstrahl mit Peter Pasetti als Meisterdetektiv Sherlock Holmes. In den Biene-Maja-Adaptionen Himmelsvolk das Plattenlabels Auditon sprach sie sogar gemeinsam mit ihrer Mutter Adeline Lorjé.
Später zog sich Eva L’Arronge ins Privatleben zurück. Sie starb 1996 in Berlin.

## Filmografie (Auswahl)
- 1931: Wochenend im Paradies
- 1931: Die Koffer des Herrn O.F.
- 1931: Luise, Königin von Preußen
- 1949: Die Reise nach Marrakesch

## Hörspiele
- 1959: Die Weber; Regie: Heinz-Günter Stamm, mit Paul Dahlke, Bum Krüger (BR)
- 1959: Madame Sans-Gêne; Regie: Heinz-Günter Stamm, mit Inge Meysel, Ernst Ginsberg (BR)
- 1960: Katjuscha; Regie: Heinz-Günter Stamm, mit Peter Pasetti, Ingrid Pan (BR)
- 1960: Peter Voss, der Millionendieb; Regie: Heinz-Günter Stamm, mit Arno Assmann, Ingrid Pan und Günter Pfitzmann (BR)
- 1961: Die göttliche Jette; Regie: Heinz-Günter Stamm, mit Maria Sebaldt und Inge Meysel (BR)
- 1961: Morgen sind Sie König; Regie: Heinz-Günter Stamm, mit Martin Held, Anton Reimer (BR)
- 1961: Maigret und der gelbe Hund; Regie: Heinz-Günter Stamm, mit Paul Dahlke und Traute Rose (BR)
- 1961: Lächeln Sie, meine Freunde; Regie: Heinz-Günter Stamm, mit Walter Rilla, Christa Keller (BR)
- 1962: Der Sylvesterabend des Herrn Crépin; Regie: Heinz-Günter Stamm, mit Heinz Hilpert, Mila Kopp (BR)
- 1962: Warten unter der Linde; Regie: Heinz-Günter Stamm, mit Gert Westphal, Gisela Zoch-Westphal (BR)
- 1963: Pension Schöller; Regie: Heinz-Günter Stamm, mit Heinz Erhardt, Annemarie Holtz (BR)
- 1963: Silberstrahl; Regie: Heinz-Günter Stamm; mit Peter Pasetti, Klaus Behrendt und Horst Tappert (BR)
- 1963: Mindermann; Regie: Heinz-Günter Stamm, mit Hans Caninenberg, Lola Müthel (BR)
- 1964: Das kleine Hofkonzert; Regie: Heinz-Günter Stamm, mit Liselotte Ebnet, Heinz Hilpert (BR)
- 1964: Die Ehre; Regie: Heinz-Günter Stamm, mit Paul Dahlke, Wolfgang Forester, Eva Kotthaus, Reinhard Glemnitz, Peter Pasetti, Peter Lieck  (BR)
- 1964: Heilige Zeit; Regie: Heinz-Günter Stamm, mit Harald Juhnke, Günther Ungeheuer (BR)
- 1966: Die ganze Wahrheit und nichts als die Wahrheit; Regie: Heinz-Günter Stamm, mit Richard Münch, Anneli Granget (BR)
- 1966: Geheimnis um eine siamesische Katze; nach Enid Blyton; Regie: Jörg Bobsin, mit Sascha Hehn, Jan Köster (Fontana)
- 1967: Bridge mit Onkel Tom; Regie: Heinz-Günter Stamm, mit Heinz Hilpert, Erik Schumann (BR)
- 1977: Himmelsvolk; Regie: Ruth Scheerbarth, mit Rose-Marie Bonsels, Heinz Spitzner (Auditon)
- 1977: Himmelsvolk, Teil 2; Regie: Ruth Scheerbarth, mit Rose-Marie Bonsels, Jürgen Lier, (Auditon)

(Quelle:)